# Viti (futbolista)
Víctor Manuel García Rodríguez, más conocido como Viti (Pruvia, Asturias, España, 9 de julio de 1959), es un exfutbolista español.

## Trayectoria
Excepto una temporada en el Real Avilés, el resto de su carrera transcurriría en el Real Oviedo, siendo parte del primer equipo durante 15 años en los que jugó 290 partidos. Después de retirarse se dedicaría a la ganadería en su localidad natal.

## Clubes
| Club        | País   | Año       |
| ----------- | ------ | --------- |
| Real Avilés | España | 1977-1978 |
| Real Oviedo | España | 1979-1994 |